# Robert Christian Kowald
Robert Christian Kowald (1966 in Graz – 9. Juli 2006 in Augsburg) war ein österreichischer Schauspieler.

## Leben
Robert Christian Kowald wurde am Max Reinhardt Seminar in Wien zum Schauspieler ausgebildet.
Danach war er Mitglied des Schauspieles Linz, des Wiener Volkstheaters, des Züricher Theaters am Neumarkt und des Schauspielhauses Zürich. 1994 ging er ans Staatstheater Kassel und von dort zur Spielzeit 2003/2004 ans Theater Augsburg. In Augsburg war er zuletzt als „Pilatus“ in Jesus Christ Superstar zu sehen, bevor er überraschend am 9. Juli 2006 tot in seiner Wohnung in Augsburg aufgefunden wurde.

## Filmografie
- 1997: Yours is mine (Kurz-Spielfilm an der Gesamthochschule Kassel)